# 施瓦茨峰 (博爾扎諾-南蒂羅爾自治省)
46°20′9″N 11°26′48″E / 46.33583°N 11.44667°E

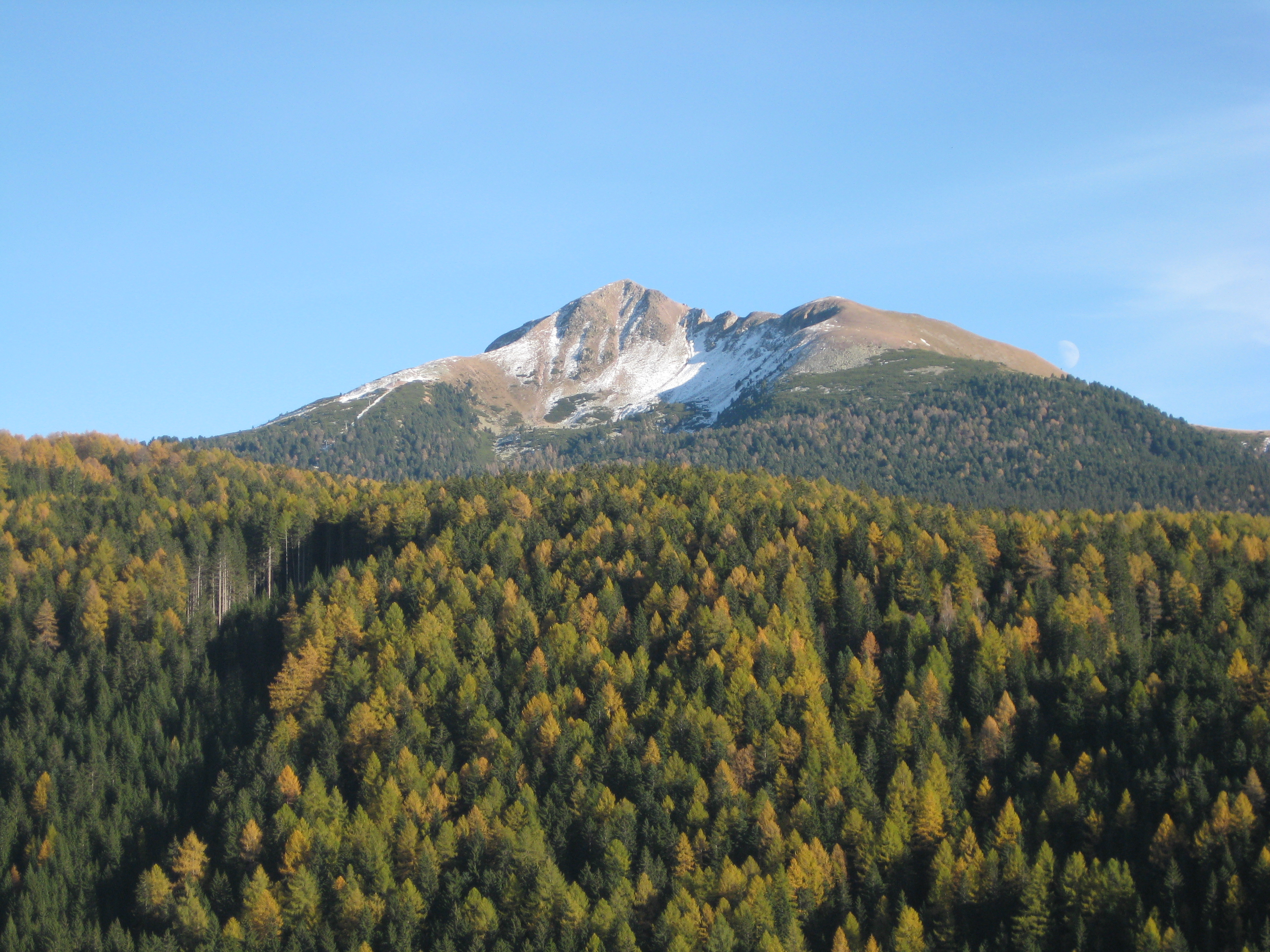

施瓦茨峰（德語：Schwarzhorn）是意大利的山峰，位於該國東北部，由博爾扎諾-南蒂羅爾自治省負責管轄，屬於菲耶梅山脈的一部分，海拔高度2,439米，每年平均降雨量1,546毫米。